# Ембден (Північна Дакота)
Ембден (англ. Embden) — переписна місцевість (CDP) в США, в окрузі Кесс штату Північна Дакота. Населення — 41 особа (2020).

## Географія
Ембден розташований за координатами 46°48′18″ пн. ш. 97°26′22″ зх. д. / 46.80500° пн. ш. 97.43944° зх. д. (46.805031, -97.439506).  За даними Бюро перепису населення США в 2010 році переписна місцевість мала площу 1,86 км², уся площа — суходіл.

## Демографія
Згідно з переписом 2010 року, у переписній місцевості мешкало 59 осіб у 23 домогосподарствах у складі 15 родин. Густота населення становила 32 особи/км².  Було 26 помешкань (14/км²).
Расовий склад населення:
| - 100,0 % — білих |

До двох чи більше рас належало 0,0 %. Частка іспаномовних становила 0,0 % від усіх жителів.
За віковим діапазоном населення розподілялося таким чином: 30,5 % — особи молодші 18 років, 62,7 % — особи у віці 18—64 років, 6,8 % — особи у віці 65 років та старші. Медіана віку мешканця становила 34,9 року. На 100 осіб жіночої статі у переписній місцевості припадало 103,4 чоловіків;  на 100 жінок у віці від 18 років та старших — 127,8 чоловіків також старших 18 років.
Цивільне працевлаштоване населення становило 41 особа. Основні галузі зайнятості: транспорт — 31,7 %, роздрібна торгівля — 22,0 %, фінанси, страхування та нерухомість — 19,5 %, сільське господарство, лісництво, риболовля — 17,1 %.